# Vitaliano de Capua
Vitaliano (f. Montevergine, 16 de julio de 699) fue obispo de la ciudad de Capua y legendario fundador del Santuario de Montevergine. Su festividad se conmemora el 3 de septiembre.

## Hagiografía
A menudo se informa como de nacimiento capuano que está presente en el Martirologio Romano de Baronio el 16 de julio, mientras que en los calendarios antiguos se informa como Caudii en Campania, sancti Vitaliani, episcopi, recuerdo tomado del Martyrologium Hieronymianum, lo que ha llevado a la hipótesis de su origen samnita y precisamente del antiguo Caudium en la Via Appia Antica, a medio camino entre Benevento y Capua. Ambas ciudades lo informan como su obispo, como pudo haber sido brevemente antes de una y luego de la otra. Sin embargo, no aparece en el registro de Capua más antiguo del siglo XII.
La fuente principal de su vida es un códice de pergamino del siglo XII encontrado por Stefano Borgia en la biblioteca de la iglesia de Benevento. Según esta biografía Vitaliano, por su santidad y en contra de su voluntad, fue designado por el pueblo y por el clero como obispo de la ciudad de Capua, pero, habiendo llegado a odiar a algunos prelados que esperaban tomar posesión del cargo episcopal, fue reemplazado en la  noche su ropa con otras mujeres. Al despertar para el oficio matutino y sin darse cuenta del reemplazo, el prelado vestido con estas ropas se presentó en la iglesia fue burlado y acusado de predicar la castidad pero no practicarla. Vitaliano, protestando por su inocencia, inmediatamente se deshizo de su hábito y dejó la diócesis en dirección inmediata hacia Roma, al Papa. Pero sus enemigos lo persiguieron y, habiéndolo alcanzado por el mar cerca de la antigua Sinuessa, lo encerraron en un saco de cuero y lo arrojaron a las olas. Gracias a la protección divina, llegó a Ostia, donde fue liberado del saco, sano y salvo. Aquí permaneció unos siete meses.
Mientras tanto Capua, como castigo divino por la impiedad de sus habitantes, fue fragmentada por una larga sequía, plaga y hambre; habiendo visto esto, los habitantes encontraron a Vitaliano y le pidieron que volviera a ocupar su silla de obispo. A su regreso a Capua hubo inmediatamente una lluvia muy abundante. Sin embargo, rechazó el episcopado y luego sintiendo que la muerte estaba cerca, se retiró a una ermita primero en un lugar cercano a la antigua Caserta, luego llamado Miliarum (o quizás Maltanum) y luego en las cumbres del Monte Virgiliano, donde más tarde, siendo  el nombre cambiado a Monte Vergine, se levantará el santuario homónimo. Aquí construyó una capilla, en honor a la Santa Madre de Dios y murió el 16 de julio de 699, siendo enterrado en el santuario que había construido.

## Veneración
En una fecha anterior a 716 (o en 914) su cuerpo habría sido trasladado de Monte Vergine a Benevento debido a las incursiones sarracenas del obispo de Benevento Giovanni V. El 27 de octubre de 1121, con motivo del traslado del obispado de Taverna a Catanzaro, el Papa Calixto II hizo trasladar las reliquias a esta última ciudad. Un malentendido que surgió en el momento expresó, confundiendo a este santo con el homónimo San Vitaliano de Osimo, también obispo, que los restos fueron encontrados en esta última ciudad.  Posteriormente, en 1311, el conde de Catanzaro Pietro Ruffo construyó una capilla dedicada a él, cerca de la catedral de la ciudad, en la que se colocaron los restos. En 1583, cuando esta capilla quedó en ruinas, el obispo Nicolò Orazio realizó el reconocimiento de los restos, que luego fueron almacenados en una caja forrada de terciopelo. La tradición dice que el maná salió de su tumba.